# Impel Volleyball 2015-2016
Questa voce raccoglie le informazioni riguardanti l'Impel Volleyball nelle competizioni ufficiali della stagione 2015-2016.

## Organigramma societario
Area direttiva
- Presidente: Jacek Grabowski

Area tecnica
- Allenatore: Nicola Negro
- Allenatore in seconda: Marek Solarewicz

## Rosa
| N° | Nome                 | Ruolo | Data di nascita   | Nazionalità sportiva |
| -- | -------------------- | ----- | ----------------- | -------------------- |
| 1  | Andrea Kossanyiová   | S     | 6 agosto 1993     | Rep. Ceca            |
| 3  | Monika Martałek      | C     | 14 maggio 1990    | Polonia              |
| 4  | Karolina Piśla       | S     | 8 maggio 1996     | Polonia              |
| 5  | Agnieszka Kąkolewska | C     | 17 ottobre 1994   | Polonia              |
| 6  | Barbara Cembrzyńska  | S/O   | 19 maggio 1997    | Polonia              |
| 7  | Joanna Kaczor        | S/O   | 16 settembre 1984 | Polonia              |
| 8  | Lenka Dürr           | L     | 10 dicembre 1990  | Germania             |
| 9  | Agata Sawicka        | L     | 17 gennaio 1985   | Polonia              |
| 10 | Kristin Richards     | S     | 30 giugno 1985    | Stati Uniti          |
| 11 | Aleksandra Sikorska  | C     | 28 aprile 1993    | Polonia              |
| 12 | Milena Sadurek       | P     | 18 ottobre 1984   | Polonia              |
| 13 | Magdalena Gryka      | P     | 28 marzo 1994     | Polonia              |
| 14 | Aleksandra Sochacka  | S     | 5 maggio 1997     | Polonia              |
| 15 | Magdalena Stasiak    | L     | 10 luglio 1995    | Polonia              |
| 17 | Katarzyna Skowrońska | S/O   | 30 giugno 1983    | Polonia              |
| 18 | Carolina Costagrande | S     | 15 ottobre 1980   | Italia               |